# Australie-Occidentale
L'Australie-Occidentale (en anglais : Western Australia, WA) est le plus vaste État d'Australie qui, avec 2 645 615 km2, représente environ un tiers de la superficie de l'île principale. Occupant tout l'ouest du pays, il est bordé à l'ouest et au nord par l'océan Indien, entre la frontière avec le Territoire du Nord et le cap Londonderry  par la mer de Timor, à l'est par le Territoire du Nord et l'Australie-Méridionale et au sud par la Grande Baie australienne.
En 2020, l'Australie-Occidentale compte une population estimée à 2 656 156 habitants soit environ 10 % de la population australienne. La densité de population est très faible (0,99 hab./km2). La majorité de la population habite la capitale Perth avec ses 2 059 484 habitants en 2018.
L'économie de l'État est axée sur l'exploitation des ressources minières ainsi que celle du pétrole.
Ses habitants sont familièrement appelés sandgropers par les autres Australiens. Le sandgroper (littéralement « tripoteur des sables ») est un insecte du genre Cylindraustralia qui vit dans les dunes près de Perth.

## Histoire

### Implantation aborigène
Lorsque les premiers habitants de l’Australie arrivèrent sur la côte nord-ouest, il y a 40 000 à 60 000 ans, le niveau de la mer était beaucoup plus bas que maintenant. Durant les dizaines de milliers d’années suivantes, les indigènes australiens se déplacèrent vers le Sud de la masse continentale. Les Aborigènes étaient déjà bien établis lorsque les navires européens en route pour Batavia (maintenant Jakarta) arrivèrent accidentellement sur les côtes australiennes au XVIIe siècle.

### Arrivée des Européens
Le premier Européen à explorer l'Australie-Occidentale fut le Néerlandais Dirk Hartog qui, le 26 octobre 1616, mouilla au cap Inscription (à la pointe de l'île connue aujourd'hui sous le nom de île Dirk Hartog). Durant le reste du XVIIe siècle d'autres voyageurs néerlandais s'approchèrent des côtes, souvent accidentellement. À la fin du XVIIIe siècle, les navigateurs britanniques et français ont commencé à explorer les côtes d'Australie-Occidentale.

### Australie-Occidentale française
Le 28 mars 1772, le navigateur breton Louis Aleno de Saint-Aloüarn atterrit sur l'île Dirk Hartog et devient le premier Européen[réf. nécessaire] à prendre officiellement possession de l'Australie-Occidentale au nom du roi Louis XV. Cela a impliqué une cérémonie, qui a eu lieu le 30 mars - au cours de laquelle une ou plusieurs bouteilles ont été enterrées sur l'île.
Une bouteille a été enregistrée comme contenant un document d'annexion et une pièce de monnaie.
En 1998, un bouchon de bouteille en plomb avec une pièce de monnaie à l'intérieur, a été découvert à Turtle Bay par une équipe dirigée par Philippe Godard et Max Cramer. Cela a déclenché une recherche plus large par une équipe de la Western Australian Museum dirigée par Myra Stanbury, avec Bob Sheppard, Bob Creasy et le Dr Michael McCarthy. Le 1er avril 1998, une bouteille intacte portant une casquette de plomb identique à celle retrouvée plus tôt, également avec un écu à l'intérieur, a été déterrée,,.

### Implantation britannique

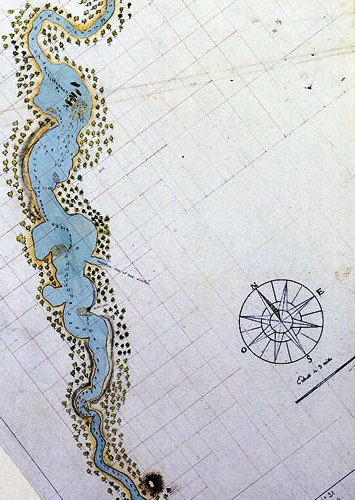
La colonie de la rivière Swan.

Les origines de l'État commencèrent par l'établissement d'une première colonie anglaise à King George Sound en 1826 (plus tard appelés Albany en 1832). La colonie fut fondée en réponse à la possibilité de la création d'une colonie française sur les côtes d'Australie-Occidentale.
La colonie pénitentiaire de Fremantle a été classée, comme bien d'autres, au titre du Patrimoine mondial de l'Unesco.
En 1829, la colonie de la rivière Swan fut établie sur la Swan par le capitaine James Stirling. En 1832, la population de colons britanniques s'élevait à 1 500 habitants. Les deux villages (qui étaient séparés) de la colonie se développaient lentement autour de la ville portuaire de Fremantle et de la capitale, Perth.
La population augmenta lentement jusqu'à la découverte, durant les années 1890, d'or aux environs de Kalgoorlie.
En 1887, une nouvelle constitution fut mise en place, autorisant le droit d'auto-gouvernance et en 1890 la colonie fut autorisée par la Chambre des communes du Royaume-Uni. John Forrest devint le premier premier ministre d'Australie-Occidentale.
En 1896, le Parlement d'Australie-Occidentale autorisa la levée de fonds pour la construction d'un pipeline afin de transporter 22 730 m3 (cinq millions de gallons) d'eau par jour aux mines d'or d'Australie-Occidentale. Le pipeline, connu sous le nom de Goldfields Water Supply Scheme, fut terminé en 1903. Charles Y. O'Connor, premier ingénieur en chef d'Australie-Occidentale, dessina et surveilla la construction du pipeline. Il apportait de l'eau à 530 km de Perth à Kalgoorlie et est considéré par les historiens comme un facteur important ayant conduit à l'augmentation de la population et à la croissance économique du futur État.
Après une campagne pour le rattachement de la colonie aux autres colonies australiennes menée par Forrest, les habitants de la colonie de la rivière Swan votèrent en faveur de la fédération, création officielle le 1er janvier 1901 de l'Australie-Occidentale.

### Histoire postale
Alors colonie britannique, l'Australie-Occidentale a émis des timbres postaux de 1843 à 1912 et à la fondation du Commonwealth d'Australie. Ces émissions ont porté les effigies de la reine Victoria et d'un cygne, animal qui a illustré le premier de ces timbres appelé le Black Swan.

## Géographie
L'Australie-Occidentale est bordée par l'océan Indien à l'ouest et au nord. En Australie, la masse d'eau se trouvant au sud du continent est officiellement appelée Southern Ocean (« océan Méridional ») – car il se trouve au sud de l'île-continent –, bien que l'Organisation hydrographique internationale (OHI) le désigne comme une partie de l'océan Indien. Sa frontière orientale avec le reste du pays est longue de 1 862 kilomètres et il possède 12 889 kilomètres de côte. La superficie totale de l'État est de 2,5 millions de kilomètres carrés, ce qui en fait la deuxième plus grande subdivision de premier niveau au monde après la république de Sakha (Russie).
Sa frontière terrestre se fait avec l'Australie-Méridionale et le Territoire du Nord à l'est. Bien qu'elle soit basée sur le 129e méridien est — donc parfaitement rectiligne par définition —, cette frontière ne l'est pas rigoureusement mais présente un décalage en longitude de précisément 417 pieds soit environ 127 mètres. Cette particularité — involontaire — trouve son origine dans son établissement dans les années 1920 par deux équipes de géomètres partant des côtes nord et sud de l'Australie et devant se rejoindre à mi-chemin dans le centre du pays. Cependant, l'imprécision des techniques de géométrie de l'époque conduit à ce décalage sur le terrain et qui est arbitrairement placé au niveau du tripoint avec l'Australie-Méridionale et le Territoire du Nord, le long du 26e parallèle sud sur lequel se base la frontière entre ces deux autres subdivisions. En juin 1968, deux monuments sont érigés aux deux extrémités de cette courte section de la ligne frontalière.

### Géologie

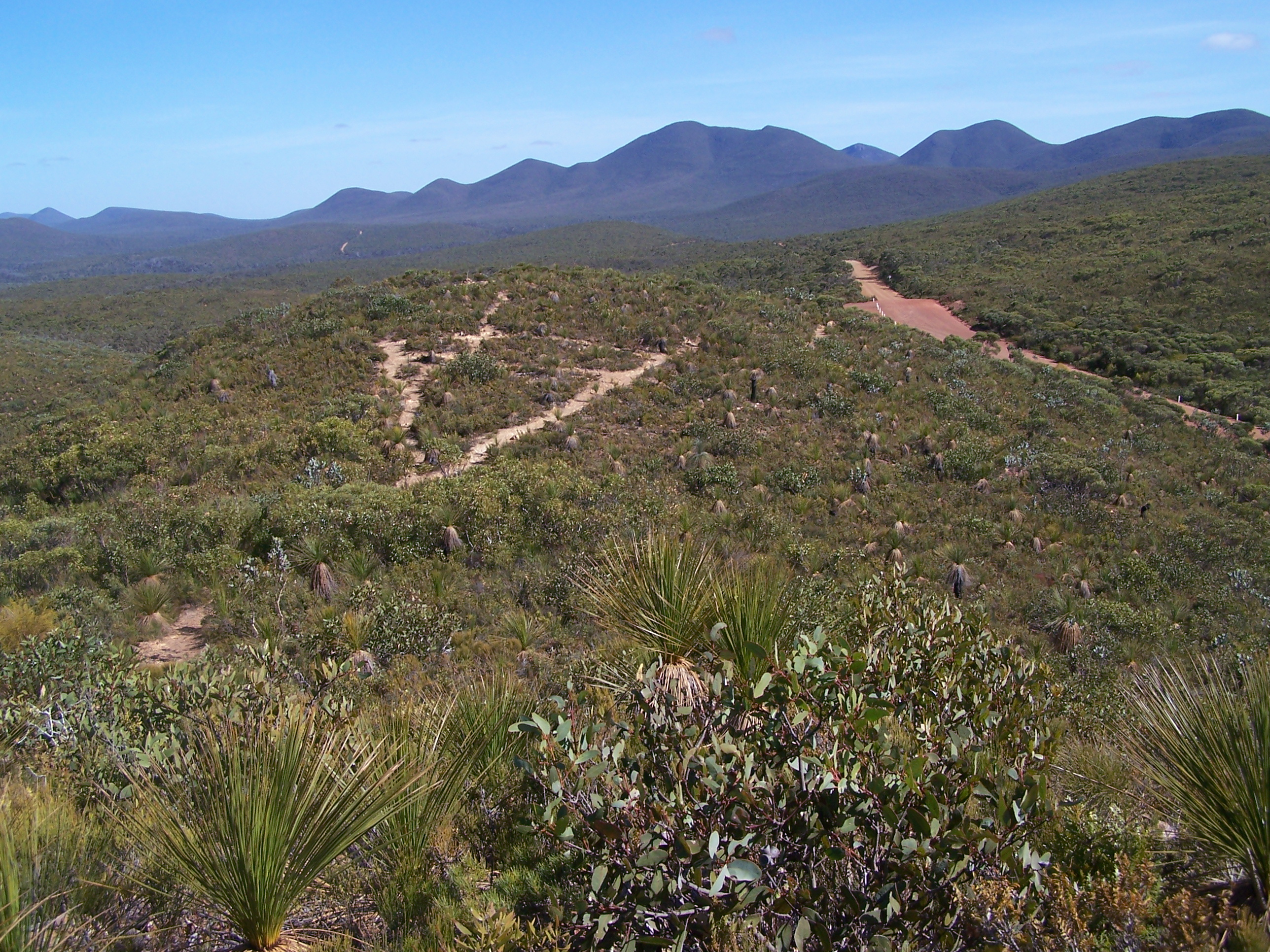
La chaîne de Stirling vue de l'Est.

La plus grande partie de l'Australie-Occidentale est constituée de l'ancien Craton de Yilgarn et de Pilbara qui s'est uni avec le Deccan d'Inde, de Madagascar et les cratons du Karoo et du Zimbabwe d'Afrique australe, durant l'Archéen (un éon) pour former Ur, un des plus anciens supercontinents de la Terre, il y a 3 200-3 000 millions d'années. Les terrains de cette région sont très érodés et anciens car depuis cette période le seul processus d'orogenèse fut celui qui conduisit à la formation de la chaîne de Stirling lors de la séparation du continent d'avec l'Antarctique. Ainsi, le plus haut sommet de l'État s'élève à 1 245 mètres d'altitude au mont Meharry dans les monts Hamersley dans la région de Pilbara. La majeure partie de l'État est donc formée de plateaux ayant une élévation moyenne de 400 mètres, avec des reliefs peu élevés et aucun écoulement superficiel. Le terrain est en pente douce jusqu'aux plaines côtières, formant dans quelques cas un escarpement aigu (tel que la chaîne de Darling près de Perth).
L'ancienneté du paysage explique le fait que le sol soit si peu fertile et fait de latérite. Même les sols tirés du socle rocheux granitique contiennent une quantité de phosphore moindre et seulement la moitié de la quantité d'azote qui peut être trouvée dans les sols d'autres continents ayant un climat comparable. Les sols des vastes plaines de sable sont encore moins fertiles, étant encore plus privés de phosphate soluble et aussi déficients en zinc, en cuivre, en molybdène et parfois en potassium et en calcium.
Le manque de fertilité des sols a requis l'utilisation de fertilisants chimiques, particulièrement des superphosphates, des insecticides et des herbicides, qui — avec les dégâts causés aux populations invertébrées et bactériennes et le tassement des sols par les machines lourdes et les mammifères à sabots — a fortement endommagé les sols fragiles. Le défrichage des terres à grande échelle pour l'agriculture et la sylviculture a endommagé la faune et la flore native. En conséquence, le Sud-Ouest de l'Australie-Occidentale a la plus forte concentration d'espèces végétales ou animales en danger d'Australie, en faisant un « point chaud » de la biodiversité mondiale.

### Climat
La côte du Sud-Ouest possède un climat méditerranéen, marqué par une sécheresse estivale et des hivers doux et humides. Elle était originellement très forestière, avec de nombreux karri, un des plus hauts arbres du monde. Cette région agricole de l'Australie-Occidentale fait partie des neuf premiers habitats de la biodiversité terrestre, avec une forte propension à l'endémisme. Grâce au courant océanique Leeuwin la région fait partie des six premières en ce qui concerne la biodiversité marine, avec le récif corallien le plus au sud du monde.

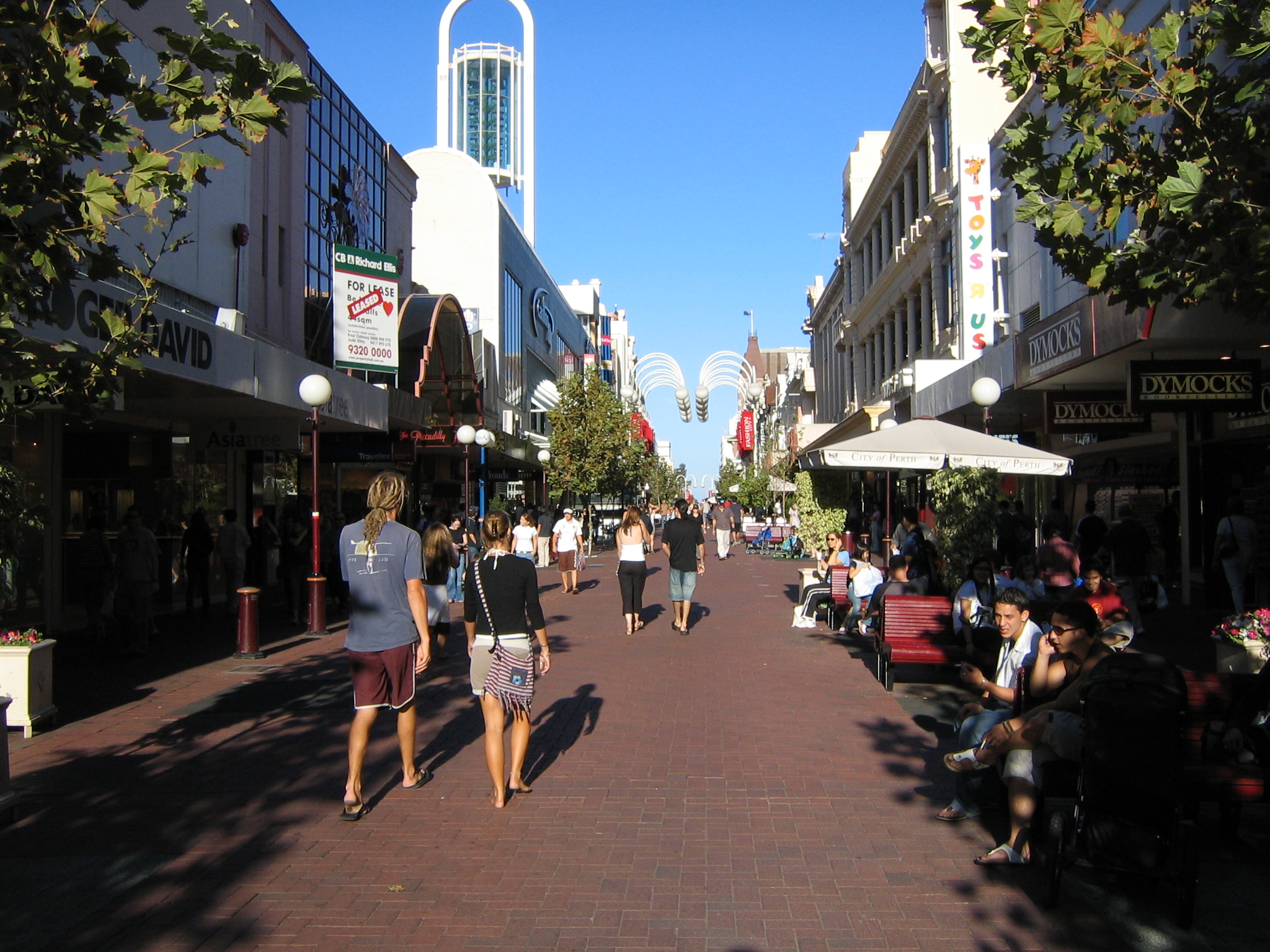
Hay Street (Perth).

Les précipitations annuelles moyennes varient de 300 mm au bord de la Wheatbelt à 1 400 mm dans la région la plus à l'ouest près de Northcliffe, mais durant les mois de novembre à mars l'évaporation est plus importante que les chutes de pluie, et le climat est alors très sec. Les plantes doivent y être adaptées de même qu'elles doivent être adaptées à l'extrême pauvreté des sols. Une réduction majeure des averses a été observée, avec un nombre plus important de précipitations les mois d'été.
Le centre de l'État est couvert, à environ 80 %, de région semi-aride ou de désert et est faiblement peuplé avec la seule activité significative résultant des mines. Les précipitations annuelles moyennes varient de 200 à 250 mm, la plupart n'étant que des pluies torrentielles sporadiques liées aux cyclones tropicaux les mois d'été.
Une exception est celle de la région tropicale du nord. Le Kimberley a un climat de mousson très chaud avec des précipitations annuelles moyennes allant de 500 à 1 500 mm, mais il y a aussi une saison presque sans pluie d'avril à novembre. 85 % des eaux de ruissellement de l'État se trouvent dans Kimberley, mais du fait que ces ruissellements se traduisent par de violentes inondations et à cause de la pauvreté des sols, le seul développement a eu lieu sur les rives de l'Ord River.
La présence de neige dans l'État est rare, et presque seulement dans la chaîne de Stirling près d'Albany, puisqu'il s'agit de la seule chaîne de montagnes suffisamment au sud et avec une hauteur suffisante. Plus rarement, la neige peut tomber près de la chaîne Porongurup. Toute neige tombant hors de ces régions est considérée comme un évènement ; cela arrive dans des espaces où les collines sont nombreuses au sud-ouest de l'Australie. Les chutes de neige les plus étendues et les plus basses (par rapport au niveau de la mer) ont eu lieu le 26 juin 1956 quand des chutes de neige furent enregistrées dans les Perth Hills, jusqu'aux Wongan Hills au nord et au Salmon Gums à l'est. Toutefois, même dans la chaîne de Stirling, la couverture neigeuse ne dépasse pas les 5 cm et ne reste pas plus d'un jour.
La plus haute température jamais enregistrée fut de 50,5 °C à Mardie (Pilbara), à 61,6 kilomètres des îles de Barrow le 19 février 1998. La température la plus basse jamais enregistrée était de −7,2 °C à l'observatoire Eyre Bird, 49 km au sud de Cocklebiddy. Lors du cyclone Olivia, une rafale de 408 km/h a été rapportée à l’île de Barrow. L’Organisation météorologique mondiale (OMM) l’a homologuée au début 2010 comme le record du vent le plus violent jamais observé scientifiquement sur Terre, hors ceux des tornades.

### Biotope

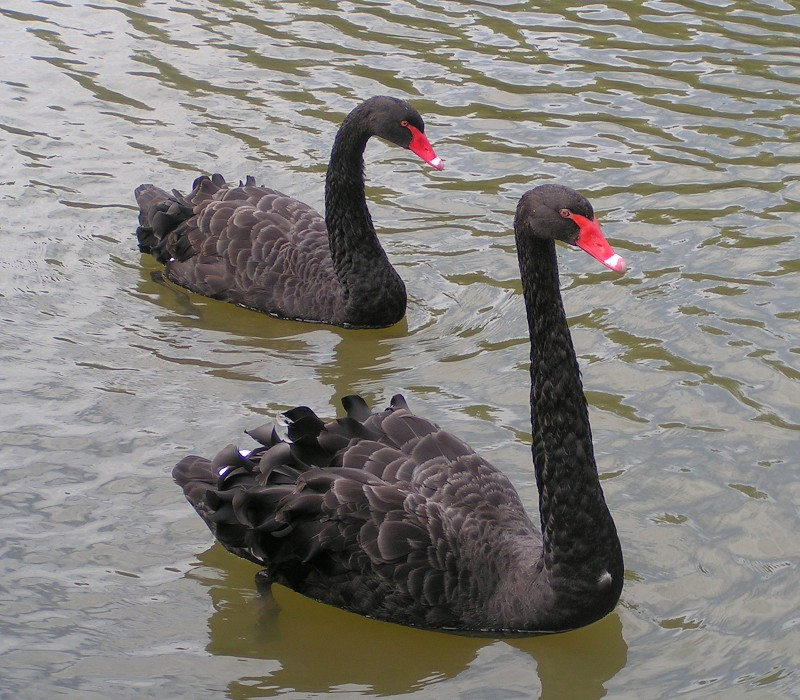
Le cygne noir est l'oiseau emblème de l'Australie-Occidentale.

Près de 540 espèces d'oiseaux sont recensées en Australie-Occidentale (dépend de la taxonomie utilisée). Parmi celles-ci, environ 15 sont endémiques à l'État. Les meilleures régions pour les observer sont le sud-ouest de l'État et la région autour de Broome et le Kimberley.
La flore d'Australie-Occidentale comprend 9 437 espèces de plantes vasculaires considérées comme indigènes, elles appartiennent à 1543 genres au sein de 226 familles. Il y a aussi 1 171 espèces de plantes étrangères et de plantes invasives connues sous le nom de adventice.
William Henry Harvey publie son livre Phycologia Australia en cinq volumes entre 1858 et 1863. Il gagne le titre de « père de la phycologie australienne ». Sa collection principale se trouve dans l'herbarium du Trinity College de Dublin, il y a aussi une grande collection de ses spécimens au Ulster Museum de Belfast.
En 2014, le gouvernement d'Australie-Occidentale lance un « plan requins », consistant à tuer tout requin de plus de 3 mètres nageant à moins d'un kilomètre des côtes.

## Population et société

### Démographie

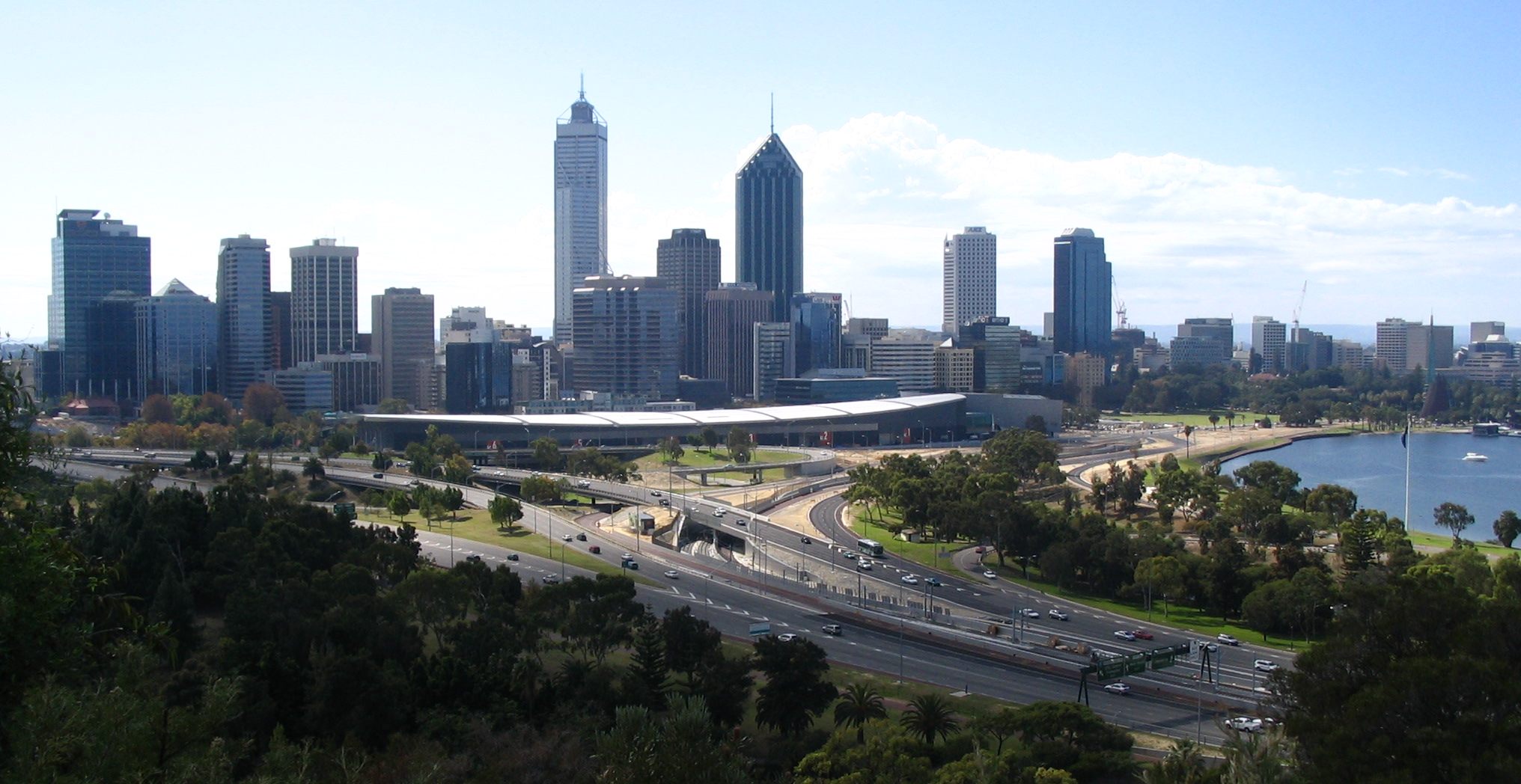
La capitale de l'Australie-Occidentale, Perth, sur la Swan river. Son aire urbaine accueille 75 % de la population de l'État.

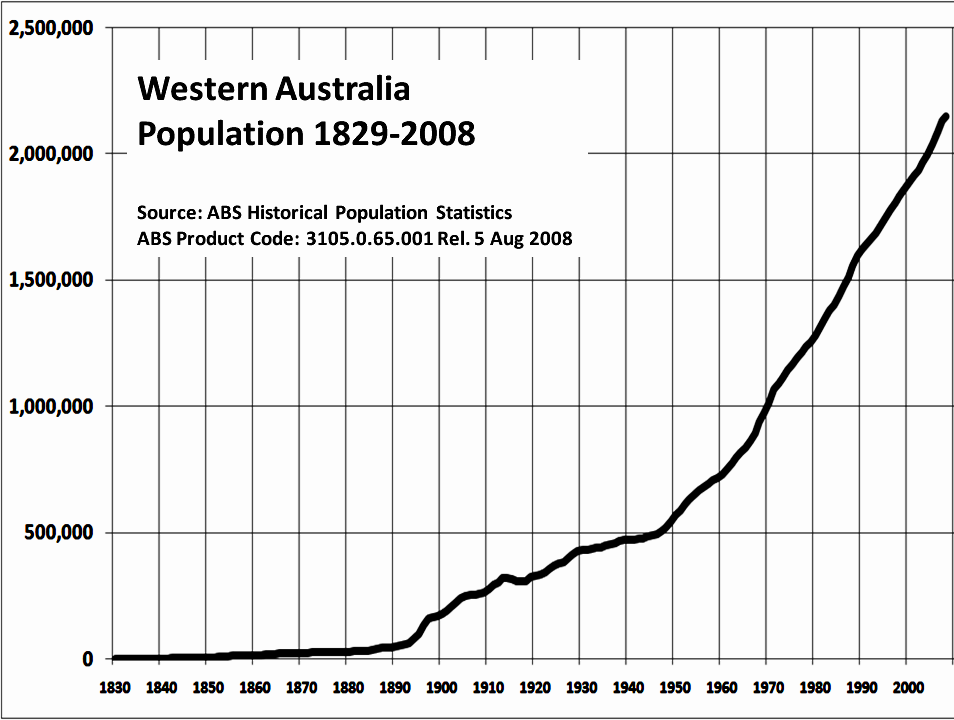
Évolution de la population.

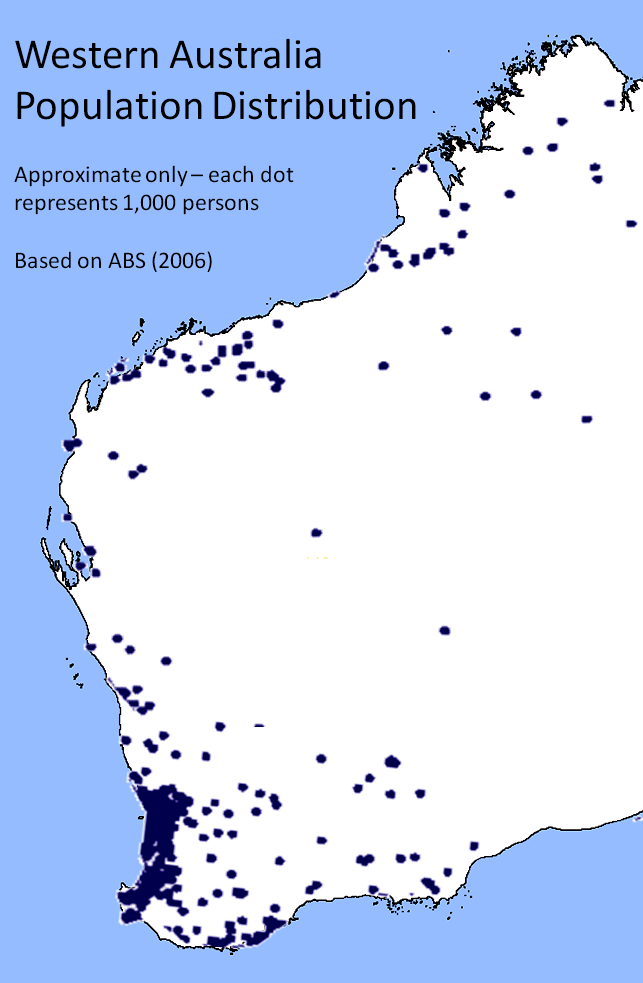
Distribution de la population.

Les premiers habitants de l'actuel État d'Australie-Occidentale étaient les Aborigènes d'Australie, appartenant à une large variété de langues et groupes de famille — par exemple, au sud-ouest se trouvaient les Nyungah, les Wangai dans le désert central, les Malkana dans la baie Shark. Ces groupes continuent de former la majorité de la population locale dans les parties les plus reculées de l'État telles que le Kimberley.
Les Européens commencèrent à s'installer de façon permanente en 1826 quand Albany fut fondée par la Grande-Bretagne afin de prévenir des réclamations françaises sur le tiers Ouest du continent. Perth fut fondée en 1829 par les Britanniques et les Irlandais de la colonie de la rivière Swan, ce qui requit l'utilisation de la force de travail des condamnés (Convicts in Australia (en)). Cela augmenta sa population. 
Durant les années 1890, la migration inter-État résultant de l'augmentation des mines et gisements dans la région de Goldfields entraîna une hausse soudaine et importante de la population.
L'Australie-Occidentale n'a pas reçu de flots significatifs d'immigrants du Royaume-Uni, d'Irlande ou d'ailleurs dans l'Empire britannique jusqu'au début du XXe siècle quand des projets — tels que le Group Settlement Scheme des années 1920 qui encourageait l'installation des fermiers dans le Sud-Ouest — ont accru l'arrivée des colons dans le tiers occidental de l'Australie.
Menée par les migrants des îles Britanniques, la population de l'Australie-Occidentale s'est développée à un taux plus rapide pendant le XXe siècle qu'au siècle précédent. Avec les États orientaux, l'Australie-Occidentale a reçu un grand nombre d'Italiens, de Yougoslaves et de Grecs après la Seconde Guerre mondiale. En dépit de cela, la majorité des immigrants est originaire de Grande-Bretagne, et l'Australie-Occidentale — particulièrement Perth — a la plus grande proportion de résidents nés en Grande-Bretagne par rapport aux autres États : 10,6 % en 2006, par rapport à une moyenne nationale de 5,3 %. Ce groupe est fortement concentré dans certaines parties de l'aire urbaine comme à Joondalup où il représente un quart de la population.
En ce qui concerne les groupes ethniques, le recensement de 2001 révèle que l'Australie-Occidentale est très diversifiée : le groupe le plus important étant celui dont les ancêtres sont Anglais, avec 733 783 réponses (32,7 %), suivi par les Australiens avec 624 259 (27,8 %), les Irlandais avec 171 667 (7,6 %), les Italiens avec 96 721 (4,3 %), les Écossais avec 62 781 (2,8 %), les Allemands avec 51 672 (2,3 %) et les Chinois avec 48 894 réponses (2,2 %). Il y avait 58 496 aborigènes en Australie-Occidentale en 2001, représentant 3,1 % de la population.
En termes de lieu de naissance, d'après le recensement de 2006 27,1 % de la population est née outremer — soit plus que la moyenne nationale de 22,2 %. 8,9 % des Ouest-Australiens sont nés en Angleterre, 2,4 % en Nouvelle-Zélande, 1,2 % en Écosse, 1,1 % en Afrique du Sud, et 1,1 % en Italie.
L'aire urbaine de Perth a une population estimée à près de 1,26 million en 2007 (75 % de l'État). Les autres centres de population majeurs sont Mandurah, Bunbury, Kalgoorlie, Albany, Geraldton, Port Hedland (11 557 personnes), et Broome (cf. Villes principales).
La population d'Australie-Occidentale est à peu près équivalente en nombre à celle de la Suisse romande en 2021.

### Villes principales

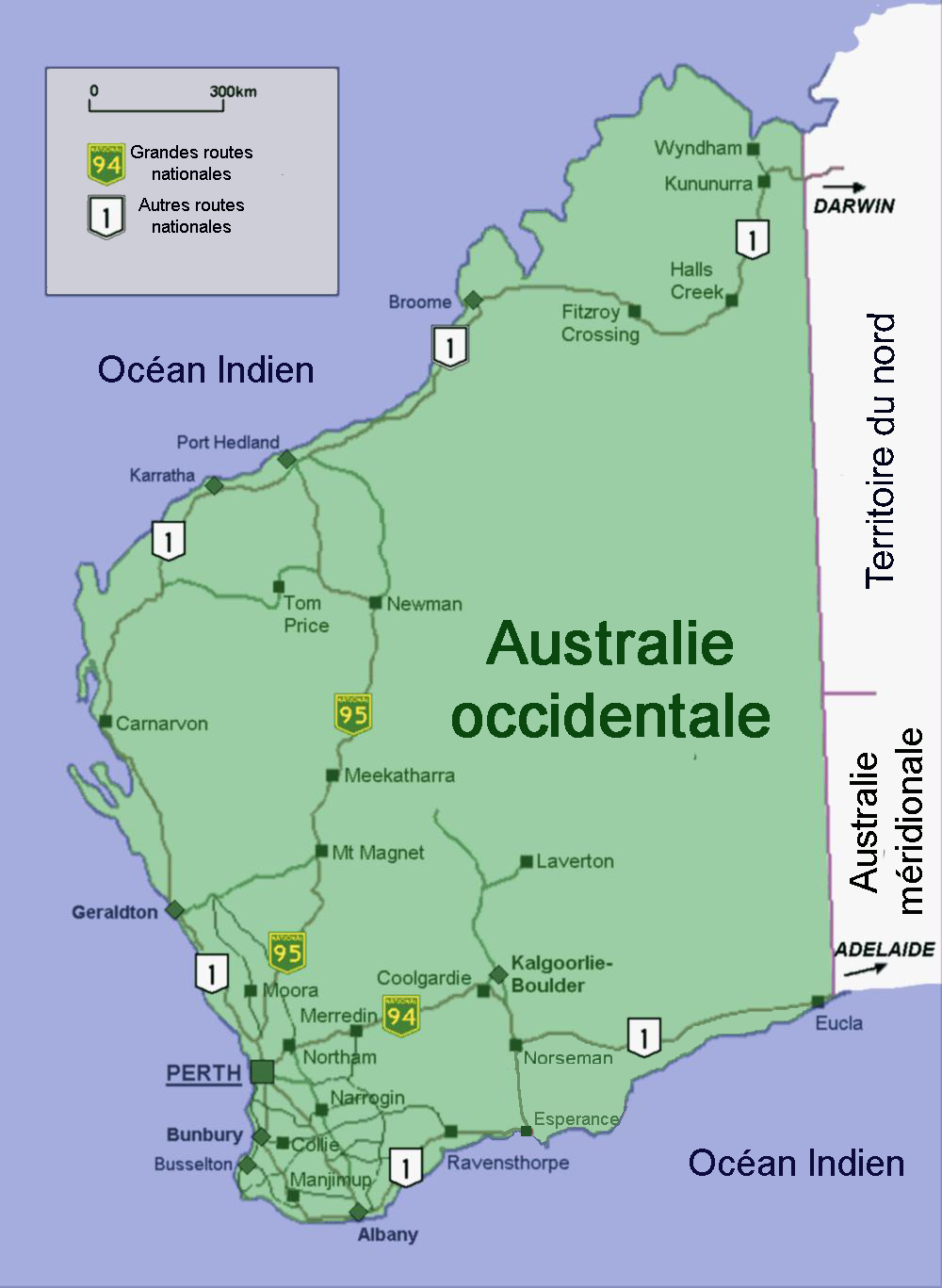
Carte de l'Australie-Occidentale.

| Ville              | Population (2014) | Population (estimation 2015) |
| ------------------ | ----------------- | ---------------------------- |
| Perth              | 1 992 137         | 2 022 744                    |
| Bunbury            | 74 065            | 75 628                       |
| Geraldton          | 39 579            | 39 825                       |
| Kalgoorlie-Boulder | 32 936            | 32 797                       |
| Albany             | 30 046            | 30 364                       |
| Busselton          | 25 358            | 25 973                       |
| Karratha           | 19 269            | 19 235                       |
| Port Hedland       | 15 094            | 15 191                       |
| Broome             | 14 723            | 14 776                       |

### Éducation
L'éducation en Australie-Occidentale consiste en une année de pré-école à 5 ans, suivie par sept ans d'école primaire. À 13 ans, les élèves commencent 5 ans de secondaire. Les deux dernières années du secondaire sont en train de devenir obligatoires. Tous les élèves qui ont achevé leur dixième année en 2005 sont maintenant obligés d'entreprendre une nouvelle année d'études (l'Année 11). Les élèves ayant eu 16 ans au cours d'une année scolaire doivent la terminer.
À partir de 2008 tous les élèves devront faire 12 ans d'études avant de quitter l'école. Les élèves n'auront pas le choix entre étudier dans un lycée TAFE durant leur 11e année ou continuer dans une université avec concours final ou concours d'entrée.
Les universités d'Australie-Occidentale sont l'université Curtin, l'université Murdoch, l'université Edith-Cowan, l'université Notre-Dame et l'université d'Australie-Occidentale.

### Média

#### Presse
L'Australie-Occidentale a trois journaux quotidiens : le tabloïd indépendant The West Australian, Countryman et le Kalgoorlie Miner. Le dimanche, la News Corporation publie aussi le The Sunday Times. Il y a aussi 17 hebdomadaires Community Newspapers distribué à partir de Yanchep au nord jusqu'à Mandurah au sud. Cependant, The Australian est aussi disponible bien que les ventes par personne soient loin derrière les ventes dans les autres États. Avec l'apparition de l'Internet, d'autres publications en ligne du monde entier sont maintenant facilement accessibles. Certains, comme le The Sydney Morning Herald ou The Australian basé en Nouvelle-Galles du Sud fournissent un libre accès à leurs sites, et deviennent de plus en plus populaires.

#### Télévision
L'aire urbaine de Perth a eu jusqu'à six stations de télévision, cinq sont encore en activité :
- ABC Australie-Occidentale. Diffuse les informations locales à 19 h (numérique & analogique) (indicatif : ABW - Chaîne 2 analogique, Chaîne 12 numérique) ;
- SBS Australie-Occidentale (numérique & analogique) (indicatif : SBS - Chaîne 28 analogique, Chaîne 29 numérique) ;
- Seven Network Perth. Diffuse tous les soirs des informations locales de 18 h à 19 h (numérique & analogique) (indicatif : TVW - Chaîne 7 analogique, Chaîne 6 numérique) ;
- Nine Network Perth. Diffuse tous les soirs des informations locales de 18 h à 18 h 30 (numérique & analogique) (indicatif : STW - Chaîne 9 analogique, Chaîne 8 numérique) ;
- Network Ten Perth. Diffuse des informations locales de 17 h 30 à 18 h (numérique & analogique) (indicatif : NEW - Chaîne 10 analogique, Chaîne 11 numérique) ;
- Access 31. Chaîne communautaire (seulement analogique) (indicatif : ATW - Chaine 31 analogique) - a arrêté d'émettre en août 2008[24],[25].

De plus, les opérateurs exploitent des multicanaux numériques :
- ABC Comedy (porté par ABW) ;
- SBS World News Channel (porté par SBS) ;
- Ten HD (porté par NEW) ;
- Seven HD (porté par TVW) ;
- Nine HD (porté par STW).

Les régions d'Australie-Occidentale reçoivent aussi ces stations, sauf Access 31 (avant sa fermeture) qui n'était pas diffusée à Bunbury et Albany. Les stations commerciales métropolitaines sont affiliées à :
- Golden West Network (GWN). Diffuse des informations locales de 17 h 30 à 18 h, et diffuse aussi les informations de Seven Perth jusqu'à 19 h) (seulement analogique) (indicatif : SSW South West, VEW Goldfields/Esperance, GTW Central West, WAW Statewide) ;
- WIN Television WA. Diffuse des informations locales de 17 h 30 à 18 h. Diffuse aussi les informations de Nine Perth de 18 h à 18 h 30 (seulement analogique) (indicatif : WOW).

La télévision payante est fournie par Foxtel.

#### Radio
Perth a plusieurs stations radios qui sont à la fois sur des fréquences AM et FM. Les stations d'ABC incluent ABC NewsRadio (6PB 585AM), 720 ABC Perth (6WF 720AM), ABC Radio National (6RN 810AM), ABC Classic FM (6ABC 97.7FM) et Triple J (6JJJ 99.3FM). Les six stations commerciales sont : FM 92.9 (6PPM), Nova 93.7 (6PER), Mix 94.5 (6MIX), 96fm (6NOW), AM 882 (6PR), et AM 1080 (6IX).
On trouve aussi 6RTR FM 92.1 et Sonshine FM 98.5 (6SON).

## Économie
L'Australie-Occidentale représente 36 % des exportations totales nationales. Elle exporte notamment des produits bruts (pétrole, nickel, gaz, cf. Ressources et industries mais aussi des produits agricoles (bétail, laine, blé, cf. Élevage et agriculture).
D'après le recensement de 2006, le revenu médian individuel serait de 500 $ (AUD) par semaine en Australie-Occidentale (par rapport aux 466 $ (AUD) dans l'ensemble de l'Australie). Le revenu médian d'une famille serait de 1 246 $ (AUD) par semaine (comparé au 1 171 $ (AUD) dans l'ensemble de l'Australie).

### Ressources minières et industries

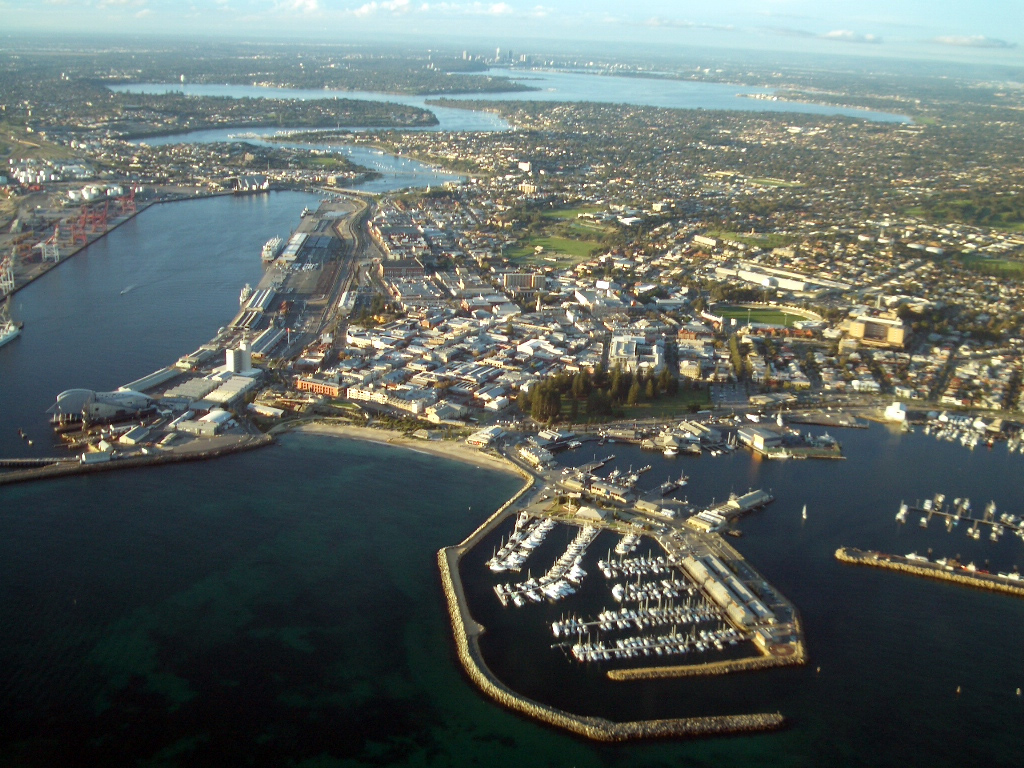
Vue aérienne du port de Fremantle.

Ressources de l'Australie-Occidentale en 2007.

L'Australie-Occidentale fonde son économie sur l'extraction minière : minerai de fer, alumine, Gaz naturel liquéfié (GNL), pétrole, nickel et or. La structure économique est liée à l'abondance des ressources naturelles de l'État, fournissant un avantage important dans l'extraction et la transformation de ces ressources.[pas clair] En conséquence :
- l'économie de l'Australie-Occidentale a une intensité capitalistique supérieure aux autres États[26].
- le PIB par personne (60 845 $) est le plus élevé des États australiens (la moyenne nationale de 2007 était de 47 610 $)[27].
- la diversification des 15 dernières années a permis une base de production plus équilibrée et moins de dépendance avec seulement quelques marchés d'exportations majeurs, isolant l'économie de la fluctuation des prix mondiaux.
- Il y a eu une forte croissance des services (la finance, l'assurance et la propriété) et le secteur de la construction, qui ont augmenté leur part dans la production économique[26].
- La croissance récente de la demande mondiale de minéraux et de pétrole, particulièrement en Chine (minerai de fer) et au Japon (GNL), a assuré une croissance économique au-dessus de la moyenne nationale.

L'Australie-Occidentale est un des premiers producteurs d'alumine au monde et produit 20 % de l'aluminium mondial. L'État produit aussi 15 % du minerai de fer mondial, ce qui le place au troisième rang mondial. En 2012-2013, il a produit pour 55 milliards de dollars de minerai de fer. Sur les 240 tonnes d'or que l'Australie extrait, 75 % proviennent d'Australie-Occidentale (8,7 milliards de dollars en 2012-2103). Les diamants sont extraits de la mine de diamants d'Argyle à l'extrême nord de la région de Kimberley. Le lignite est extrait à Collie ; elle constitue la source principale d'énergie du sud-ouest de l'État.
La croissance du secteur d'exploitation des ressources résulte des efforts du gouvernement pour encourager les exportations inter-États et vers l'étranger.
Au sud de Perth se trouve la zone d'industrie lourde de Kwinana. On y trouve la plus grande raffinerie du pays qui produit de l'essence et du gazole pour la consommation locale.

### Élevage et agriculture
L'économie agricole de l'Australie-Occidentale est fondée sur l'agriculture (surtout du blé). Bien qu'elle tende à être saisonnière, la production de blé en 2006-2007 atteignait les 10 millions de tonnes, soit la moitié de la production du pays et représentait un revenu de 1,7 milliard de dollars.
Les champs sont situés dans les grandes plaines de la Wheatbelt. La plupart de la production provient de variétés d'hiver, semées en automne. Le blé est cultivé dans tous les États, mais entre 60 % et 70 % de la production provient de la Wheatbelt. Elle s'étend vers le nord depuis la région côtière d'Albany jusqu'à la Great Eastern Highway, la route de Perth à Kalgoorlie. L'Australie est l'un des cinq principaux exportateurs de blé dans le monde. À ce titre, elle exerce une influence considérable sur les cours mondiaux du blé. Au cours des deux dernières décennies, la production de blé de l'Australie a augmenté considérablement, grâce à l'adoption de pratiques agricoles qui ont permis aux producteurs de presque doubler leurs rendements. Au cours des deux dernières décennies, les exportations de blé de l'Australie ont représenté en moyenne 80 % de la production annuelle. Tout au long de cette période, ce pourcentage n'est jamais descendu au-dessous de 60 %. Cette proportion a atteint son point culminant en 1985-1986, lorsque l'Australie a exporté près de 99 % de sa production, en raison du niveau record des stocks de début de récolte. Ces dernières années, les principaux acheteurs de blé australien étaient l'Iran, l'Égypte, l'Indonésie, l'Irak, la Corée du Sud, le Japon, le Pakistan, et la Malaisie.
L'Australie-Occidentale produit aussi de l'orge, des pois, de la laine, de l'agneau et du bœuf. Il y a une importante demande d'importation d'animaux vivants au départ de l'Australie-Occidentale, due principalement aux feedlots d'Asie du Sud-Est et des pays du Moyen-Orient, où les traditions culturelles et religieuses et un manque de moyen de stockage et de moyen de réfrigération favorisent l'importation d'animaux vivants plutôt que de viandes conditionnées. Environ 50 % de bétail vivant exporté d'Australie provient d'Australie-Occidentale.
L'Australie-Occidentale produit également du vin dans le sud-ouest près de la Margaret River et de la Swan Valley. Plusieurs vignobles produisent du vin pour la consommation locale et l'exportation. L'industrie de la pêche est significative en Australie-Occidentale. Les produits, destinés eux aussi à la consommation locale et à l'exportation, sont le homard de roche, les crevettes, le crabes, le requin et le thon. Le traitement des produits se fait le long de la côte Ouest. La pêche à la baleine a cessé à Albany en 1978.

### Tourisme
Ces dernières années, le tourisme a pris de l'importance, avec un grand nombre de personnes visitant l'état et originaire du Royaume-Uni ou d'Irlande (28 %), d'autres pays européens (14 %), de Singapour (16 %), du Japon (10 %) et de Malaisie (8 %). Les revenus du tourisme sont un moteur économique pour beaucoup de petits centres urbains en dehors de Perth, particulièrement sur la côte.

## Gouvernement

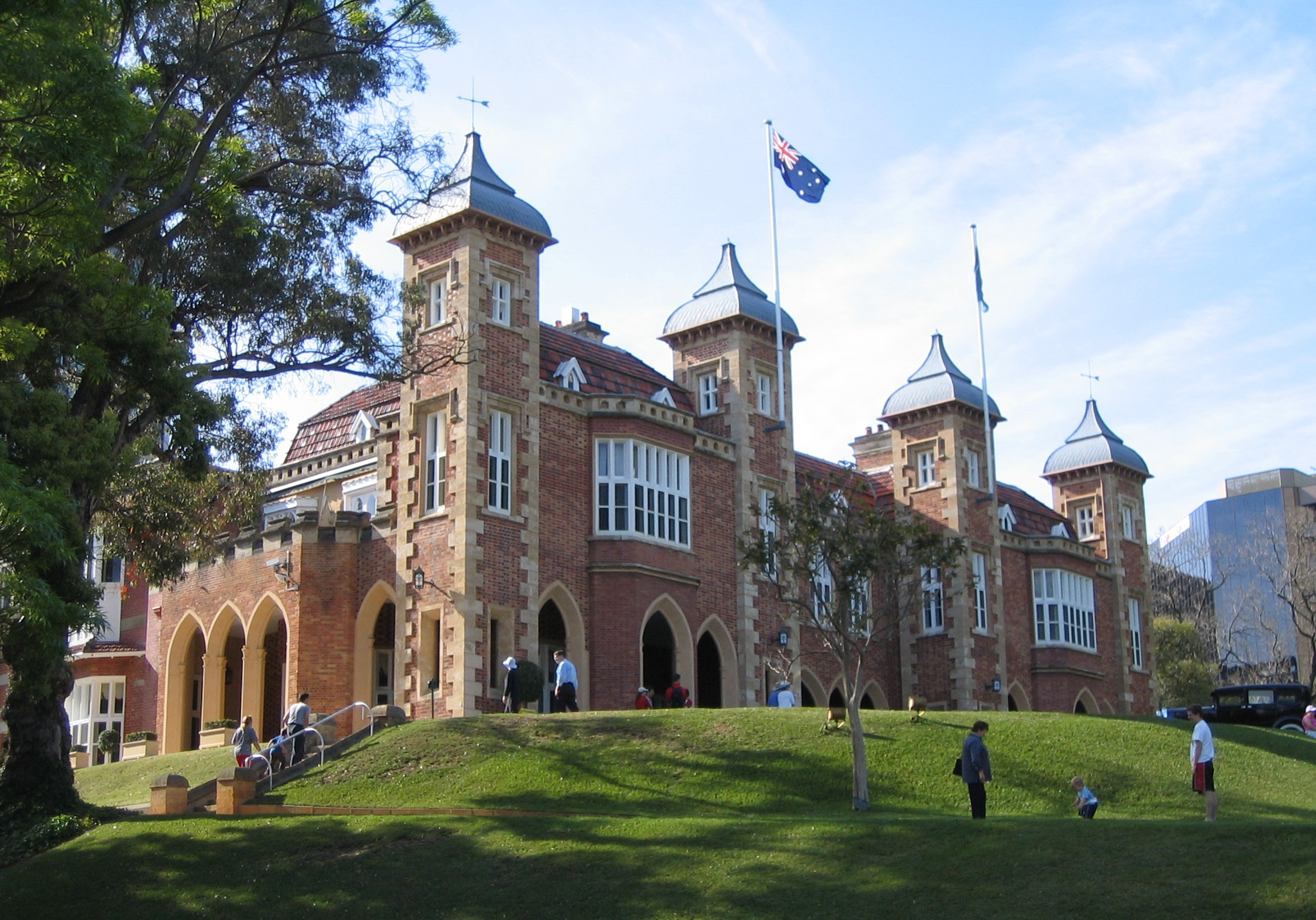
Government House, Australie-Occidentale.

L'Australie-Occidentale obtient le droit de former son gouvernement en 1889 avec un Parlement bicaméral basé à Perth, et constitué de l'Assemblée législative (ou chambre basse), qui a 59 membres ; et le Conseil législatif (ou chambre haute), qui a 36 membres. Le suffrage est universel et ouvert aux citoyens de plus de 18 ans.
Avec la fédération des colonies australiennes en 1901, l'Australie-Occidentale devint un État au sein de la structure fédérale d'Australie ; ceci implique la cession de certains pouvoirs au gouvernement fédéral en accord avec la Constitution ; tous les pouvoirs non spécifiquement accordés par le Commonwealth restent à l'État, cependant le Commonwealth a étendu ses pouvoirs par le contrôle croissant des taxes et de la redistribution financière.
Le souverain d'Australie-Occidentale est le roi d'Australie Charles III dont les pouvoirs sont exercés par son représentant au sein de l'État, le gouverneur, Kim Beazley depuis 2018. L'essentiel du pouvoir exécutif est cependant détenu par le gouvernement dirigé par le Premier ministre, Mark McGowan depuis le 17 mars 2017.

### Sécession
La sécession est un sujet récurrent du paysage politique ouest-australien et ce depuis l'établissement des Européens en 1826. L'Australie-Occidentale était l'État le plus réticent au Commonwealth d'Australie. L'Australie-Occidentale ne participait pas aux premières conférences de la fédération. Les résidents installés depuis longtemps étaient opposés au fédéralisme; toutefois, la découverte d'or entraina l'arrivée d'immigrants d'autres régions de l'Australie. Ce sont ces résidents, premièrement à Kalgoorlie mais ensuite à Albany, qui votèrent l'union au Commonwealth.
Lors du référendum d'avril 1933, 68 % des votants demandaient que l'État quitte le Commonwealth d'Australie afin de retourner dans l'Empire britannique en tant que territoire autonome. Le gouvernement de l'État envoya une délégation à Westminster, mais le gouvernement britannique refusa d'intervenir et par conséquent aucune décision ne fut prise pour mettre en œuvre cette décision.
Pour des raisons culturelles et sociales le concept de sécession ne va probablement pas être sérieusement considéré dans l'avenir, bien que ses défenseurs relancent de temps en temps cette idée.

## Culture

### Musées
- Fremantle Arts Centre
- Western Australian Museum
- Maison ronde
- Army Museum of Western Australia

### Sites touristiques
- Rottnest Island
- La Baie Shark
- Monkey Mia
- Les Pinnacles
- Esperance

### Curiosités
- Parc national Torndirrup, près d'Albany
- Cratère de l'Araignée
- Cratère de Wolfe Creek
- Horizontal Falls
- Mont Augustus
- Mont Trafalgar

### Sport
Un certain nombre d'équipes de sport nationales et internationales sont basées dans l'État, dont :
- Football australien : les West Coast Eagles et les Fremantle Dockers ;
- Football : les Perth Glory ;
- Baseball : le Perth Heat ;
- Basket-ball : les Perth Wildcats ;
- Cricket : les Western Warriors ;
- Netball : les West Coast Fever (anciennement Perth Orioles) ;
- Rugby à XIII : les WA Reds ;
- Rugby à XV : les Western Force.

Les événements internationaux ayant lieu en Australie-Occidentale sont la Hopman Cup, la Perth Cup, la Red Bull Air Race et les Gravity Games.

## Galerie

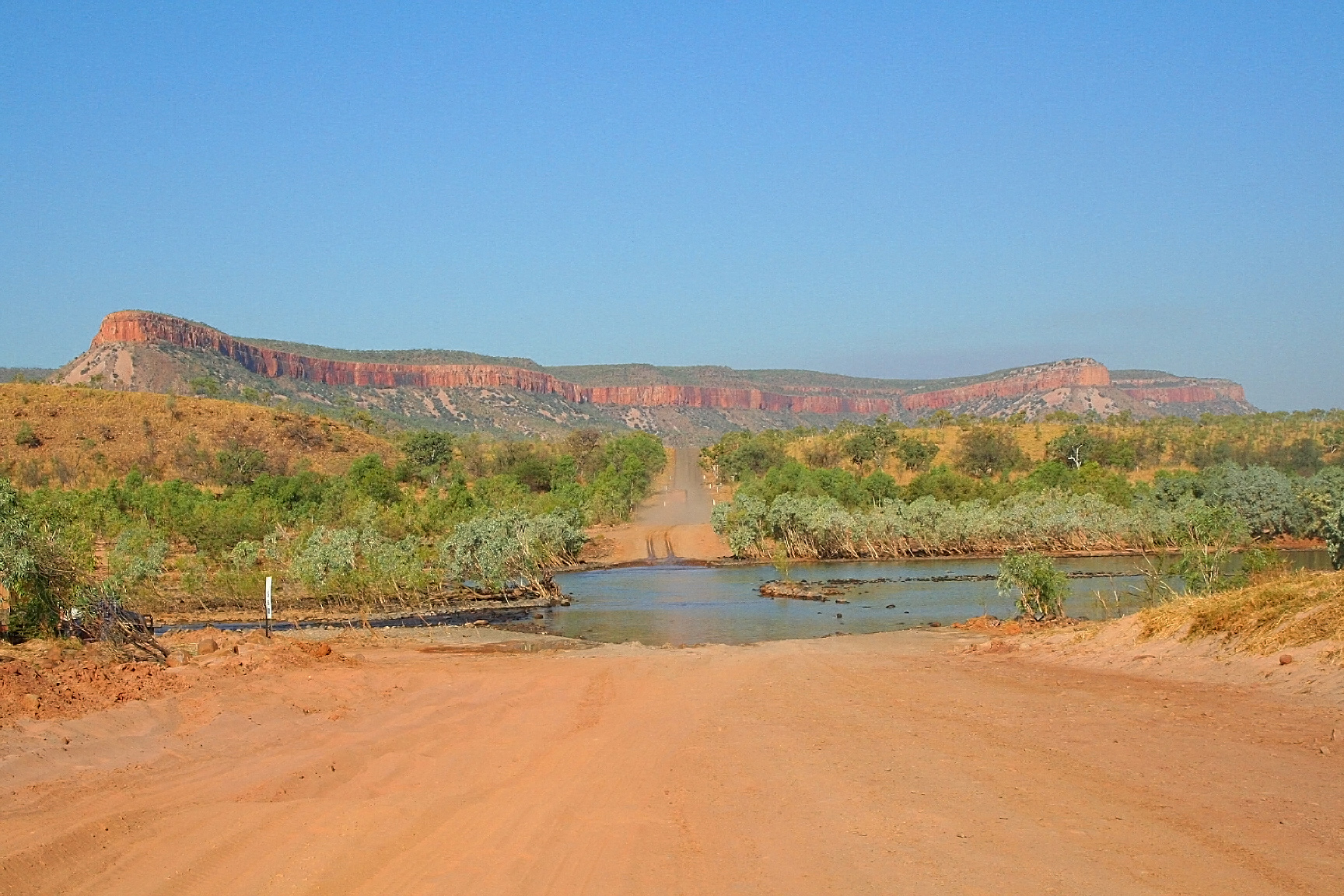
La rivière Pentecost.
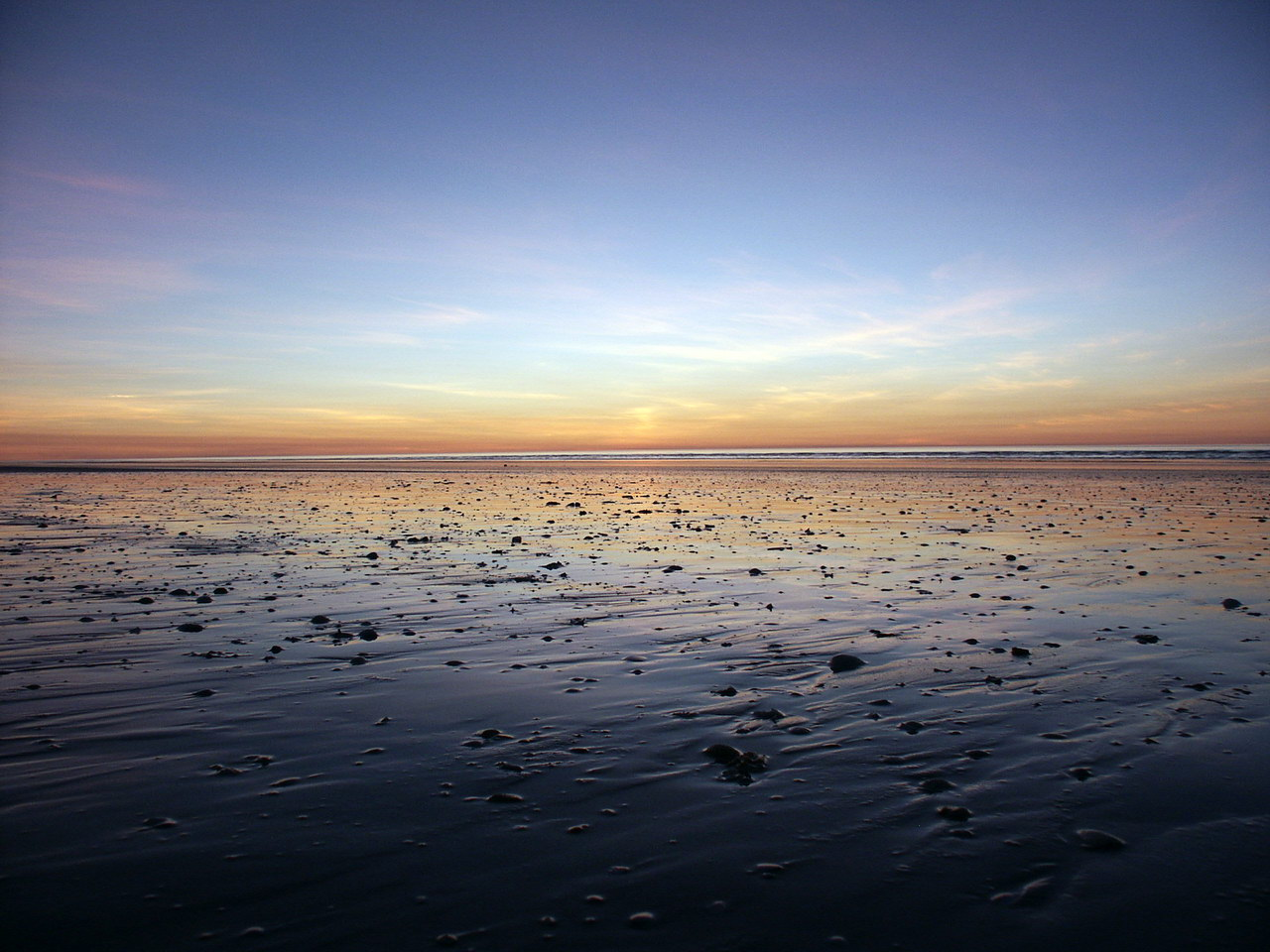
Coucher de soleil à Eighty mile Beach.
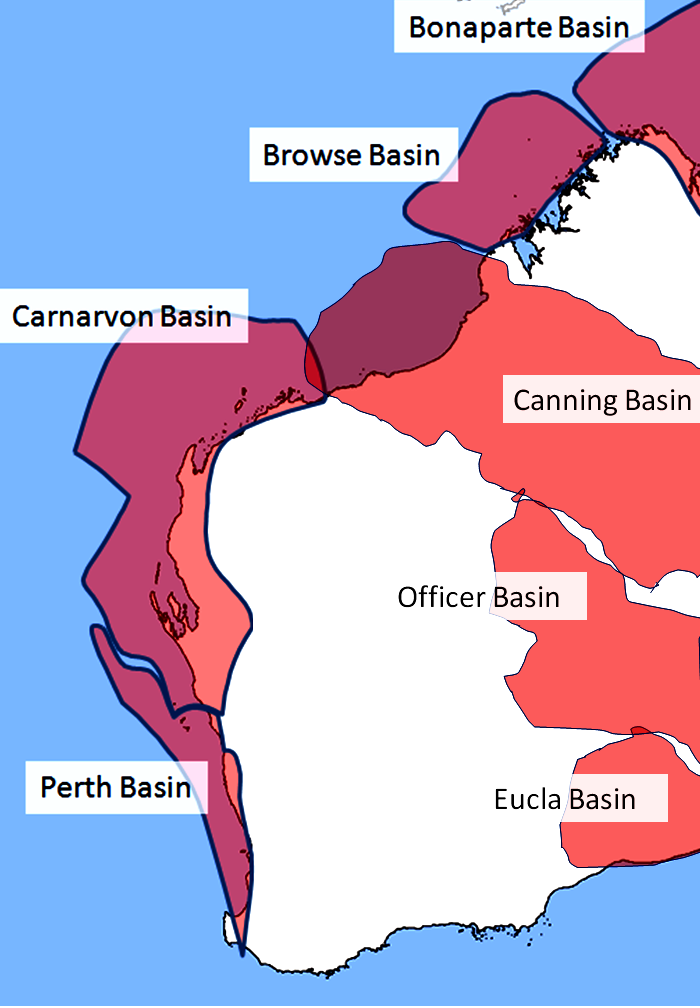
Carte des bassins pétrolifères.
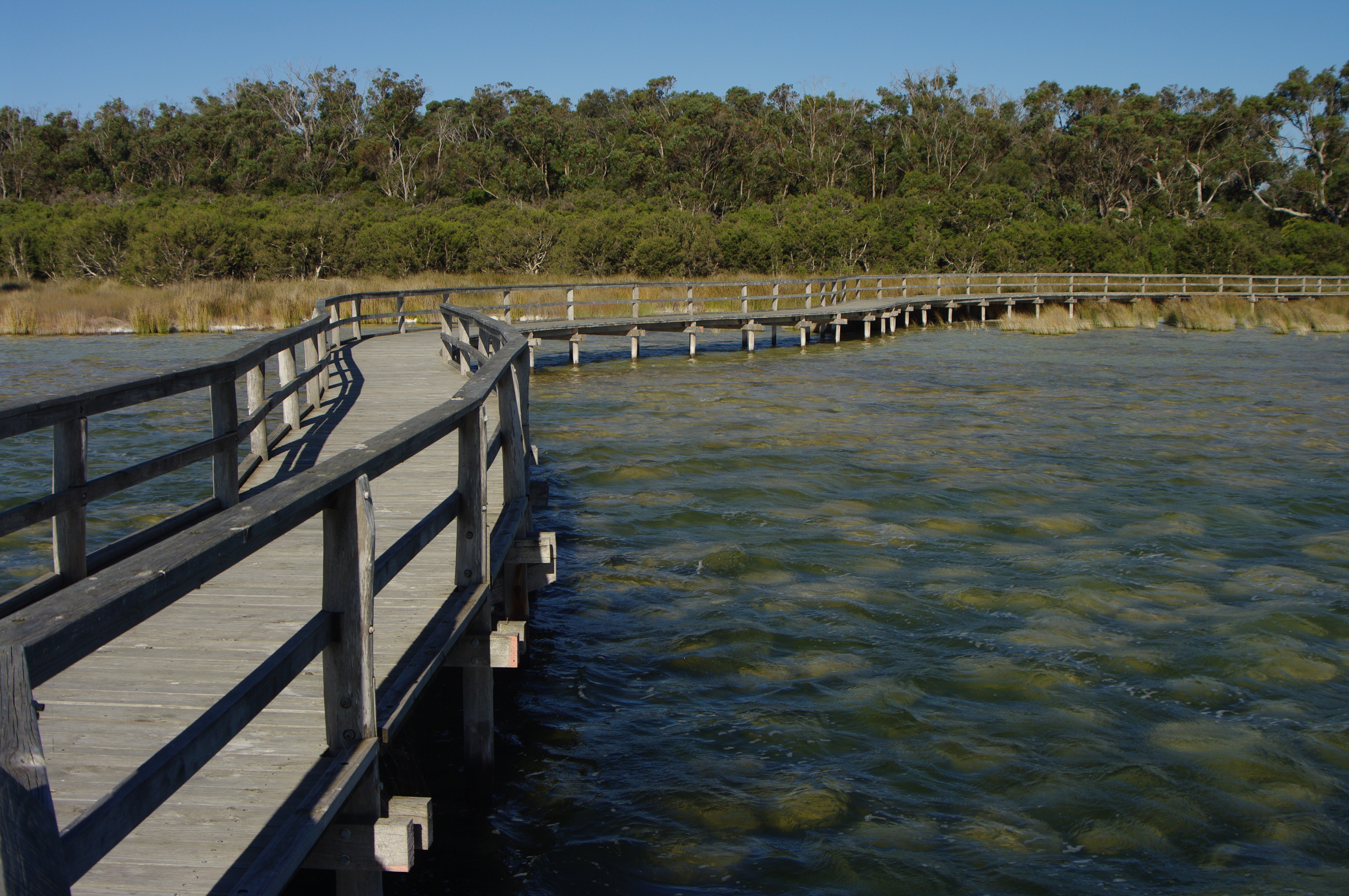
Lac Clifton.
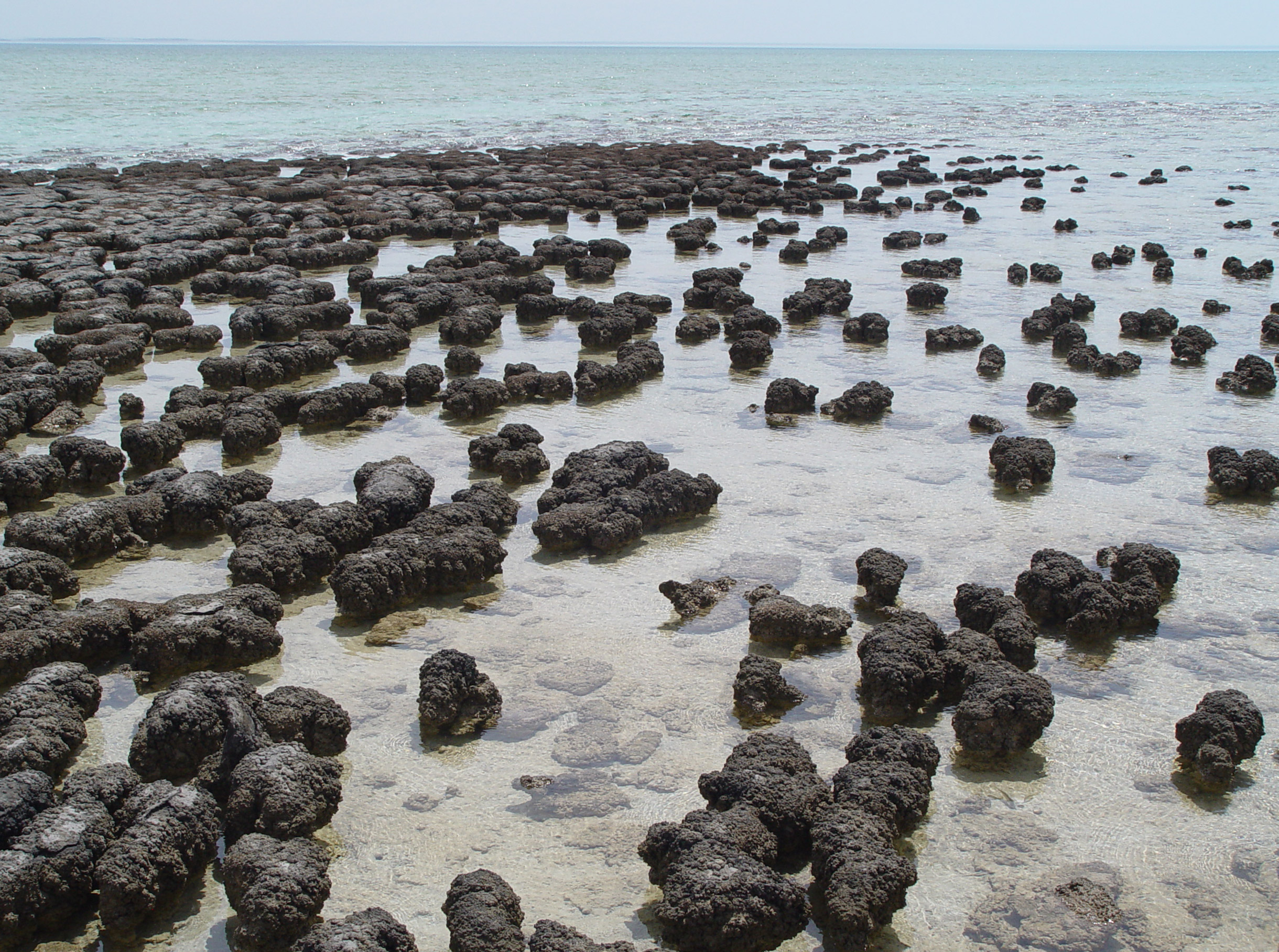
Des stromatolithes dans la Baie Shark.
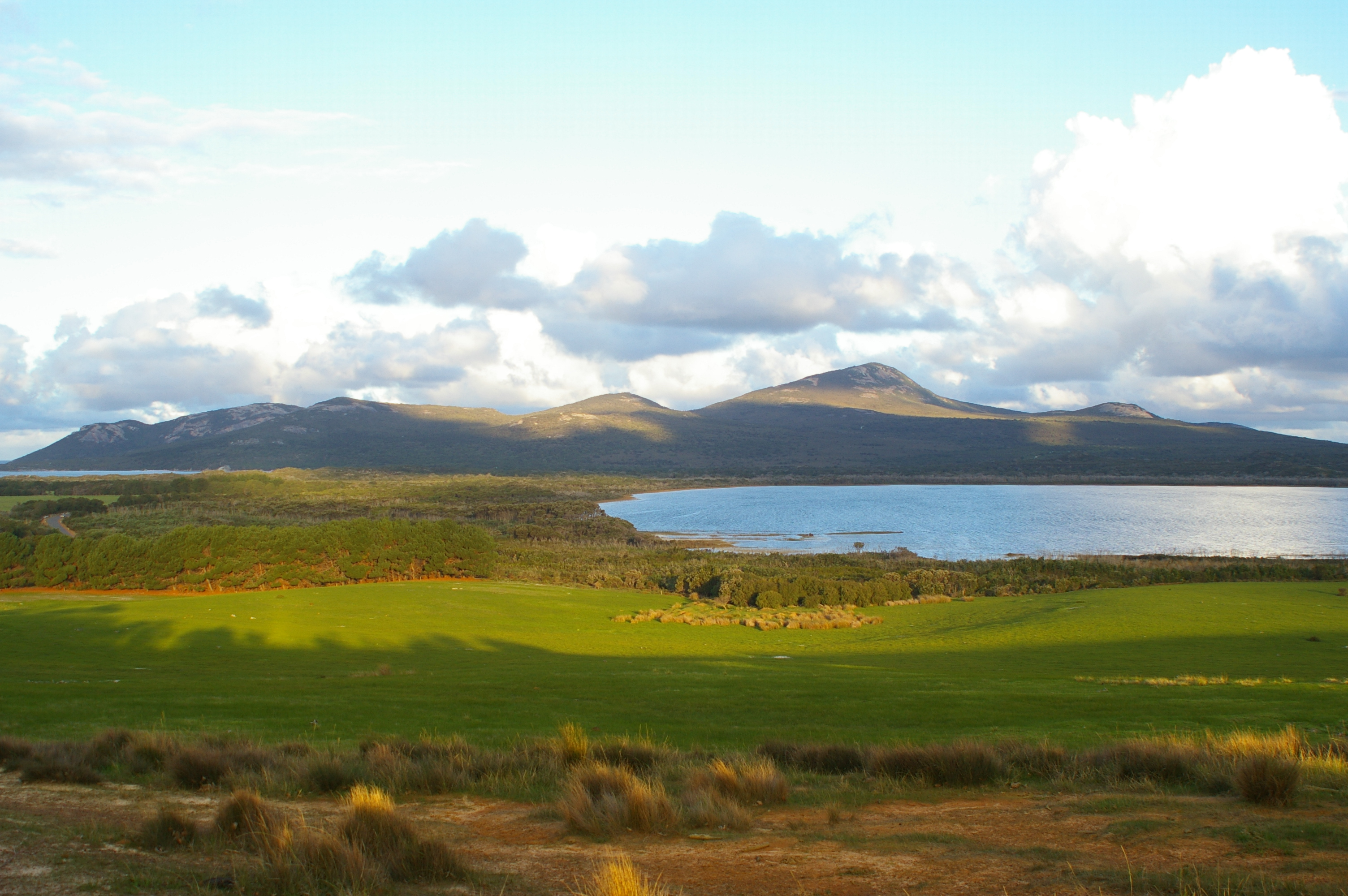
La réserve naturelle de Two Peoples Bay près d'Albany.
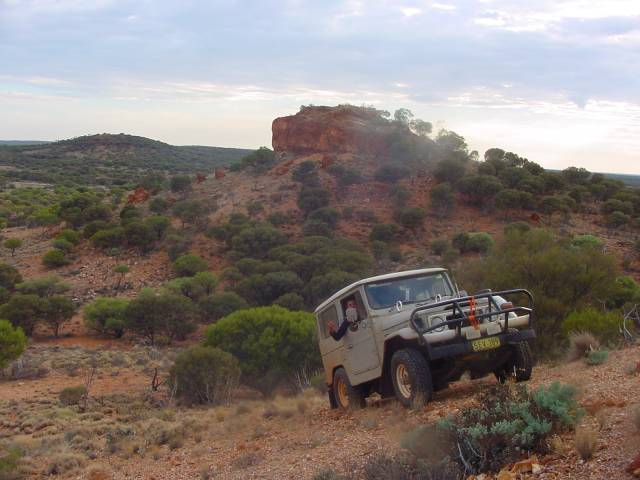
Un véhicule dans le désert de Gibson.
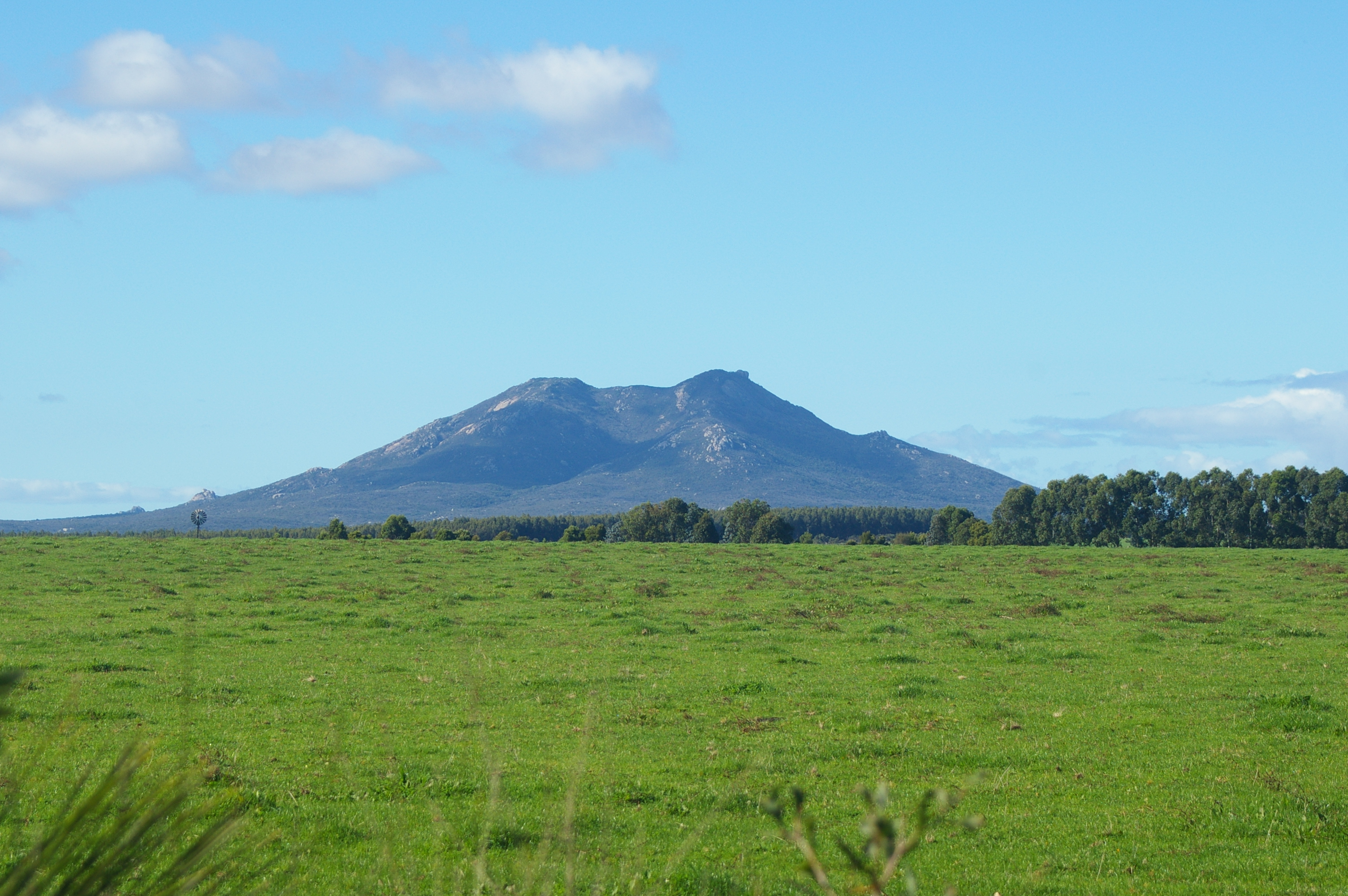
Le mont Manypeaks.
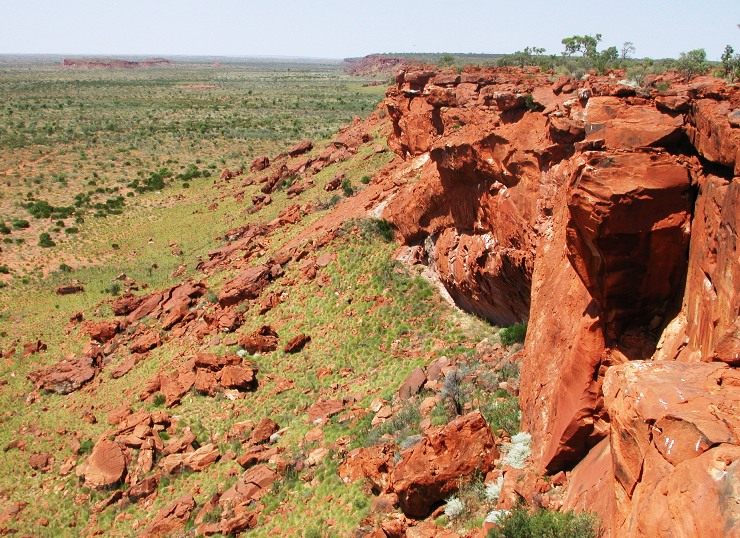
Le petit désert de sable.
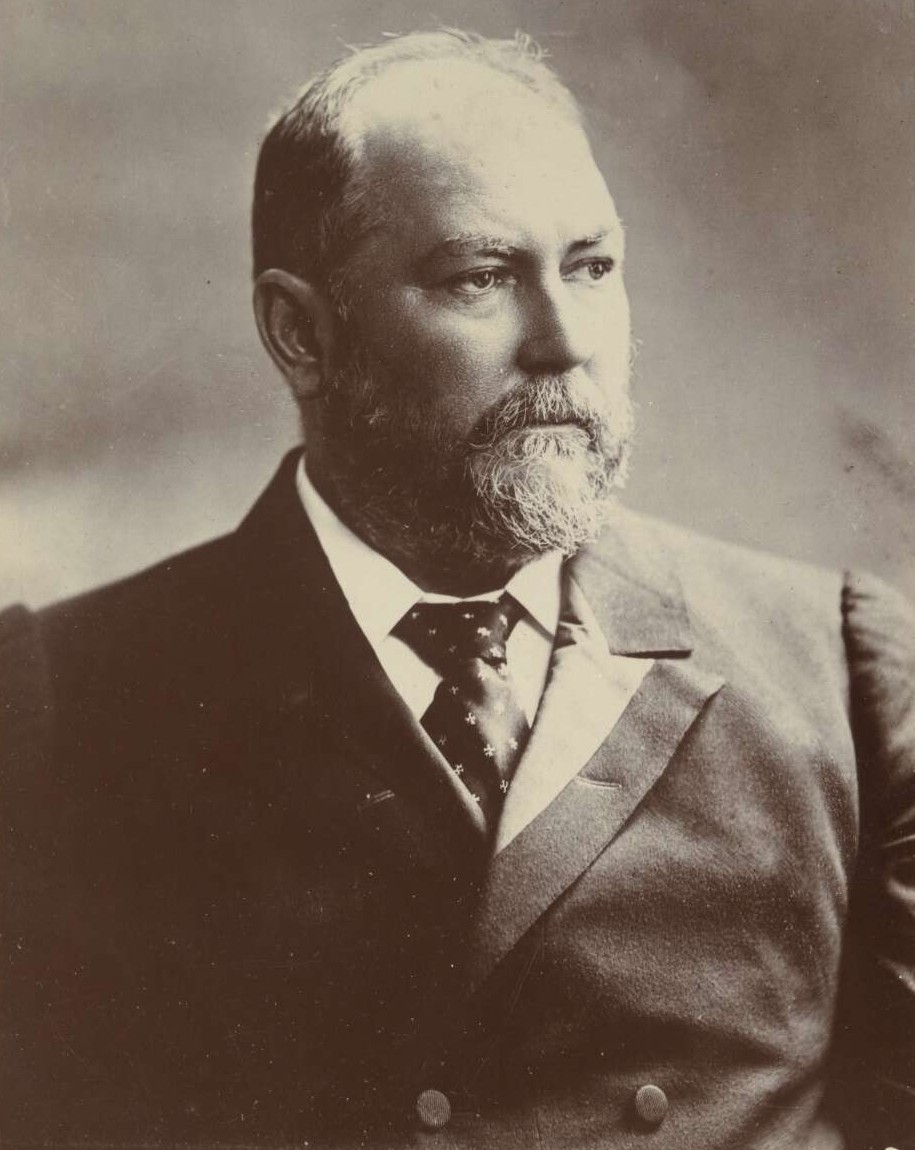
Le premier Premier ministre d'Australie-Occidentale : John Forrest.

## Personnalités
- Megan Gale (1975-), actrice ;
- Heath Ledger (1979-2008), acteur ;
- John Butler Trio, groupe de musique.